# چنار (آک‌یورت)
چنار (به لاتین: Çınar) یک منطقهٔ مسکونی در ترکیه است که در اکیورت واقع شده‌است.